# 丶
점주(點丶)는 한자 부수의 하나로, 강희자전 부수의 3번째 부수이다. 마침표, 불똥의 뜻을 담고 있다.

## 丶부
丶부에 속해있는 한자는 마침이나 불똥과 관련되어 있기보다는 단순히 분류를 편하게 하기 위해서 속해 있는 경우가 많다. 필획명은 點이고, 영자팔법에서는 側으로 불린다.
| 0 | 丶 점 주                           |
| 1 | 丷 구결자 하                       |
| 2 | 丸 둥글 환                         |
| 3 | 丹 붉을 단, 为 할 위 (爲의 간체자) |
| 4 | 主 주인 주, 丼 우물/돈부리 정      |
| 7 | 丽 아름다울 려 (麗의 간체자)       |
| 8 | 举 들 거 (擧/舉의 간체자)          |

## 자형

소전

## 참고 문헌
- Fazzioli, Edoardo. 《Chinese calligraphy : from pictograph to ideogram : the history of 214 essential Chinese/Japanese characters》. calligraphy by Rebecca Hon Ko. New York: Abbeville Press. ISBN 0-89659-774-1.
- Leyi Li: “Tracing the Roots of Chinese Characters: 500 Cases”. Beijing 1993, ISBN 978-7-5619-0204-2